# Беларусь прежде всего!
«Беларусь прежде всего!» (бел. «Беларусь перадусім!») — белорусский патриотический лозунг. Направлен на пробуждение национальных и гражданских чувств, а также на консолидацию в защиту свободы, независимости, родного языка и национальной культуры Беларуси. Является гораздо менее известным, чем лозунг «Жыве Беларусь!».

## История
Слоган возник в 1930-х годах. Получил популярность на землях Западной Белоруссии в межвоенный период и был связан с борьбой против польского господства. Также он был использован как название песни, написанной на слова Альбина Стаповича. Слоган использовался Союзом белорусской молодёжи во времена немецкой оккупации. В XXI веке лозунг стал активно использоваться национально ориентированными политиками. 11 февраля 2023 года Объединённый переходный кабинет Беларуси объявил о начале награждения новой медалью «Гонар і Годнасць» (с бел. — «Честь и достоинство»), на реверсе которой вычеканена надпись «Беларусь перадусім».

## Схожесть с другими лозунгами
Лозунг «Беларусь превыше всего!» некоторым людям напоминает первую строчку из «Песни немцев» («Deutschland, Deutschland, über alles»), тем самым вызывая «профашистские» ассоциации. Однако коннотативный смысл фразы является весьма далёким от немецкого девиза и скорее роднится с «Україна понад усе!» (с укр. — «Украина превыше всего!»; известный с 1918 года украинский слоган).